# Herreros (Otero de Herreros)
Herreros es un despoblado español del municipio de Otero de Herreros, perteneciente a la provincia de Segovia, en la comunidad autónoma de Castilla y León.

## Toponimia
El lugar puede encontrarse referido como Herreros y San Pedro de Herreros.

## Historia
Es de fundación o repoblación medieval en tiempos de la Reconquista, y pertenece desde entonces a la Comunidad de Ciudad y Tierra de Segovia, en su sexmo de San Martín, la primera vez que se conoce una mención de Ferreros con este nombre, corresponde a un documento eclesiástico escrito del Archivo Catedralicio de Segovia, data del 14 de septiembre de 1247, como consecuencia del reparto de propiedades de Gil Torres en Lion.
Es citado en el Libro de la montería, versión del siglo XVI, y en la Declaración de pueblos que hay en la tierra y jurisdicción de D. Sandoval de 1571, sabemos que en 1570 vivían en Herreros siete vecinos, es decir, unidades familiares sin embargo en el vecindario de Segovia de 1590 ya aparece como una aldea despoblada.
Desde el siglo XV, tras la fundación de Otero por vecinos de Herreros, este último empezó a ser referido como aldea de abajo y ambos núcleos fueron confundidos en varias publicaciones como el Libro del buen amor, la obra del Marqués de Montejar de 1790 o la Biblioteca Económica de Clásicos Castellanos en el siglo XX.
Hacia mediados del siglo XIX, el lugar, una venta ya por entonces perteneciente al municipio de Otero de Herreros, tenía contabilizada una población de 5 habitantes. Aparece descrito en el noveno volumen del Diccionario geográfico-estadístico-histórico de España y sus posesiones de Ultramar de Pascual Madoz con las siguientes palabras:

HERREROS (San Pedro de): desp. y venta en la prov. y part. jud. de Segovia, felig. de Valdeprados, y térm. jurisdiccional de Otero de Herreros (V.) se halla sit. el desp. á la falda set. de las sierras de Guadarrama; conservándose aun algunos paredones de la igl. (San Pedro de Herreros), y la venta se encuentran en las inmediaciones del camino de herradura que de Valladolid dirige á Madrid; es edificio casi insignificante y carece de comodidades; teniendo tan solo dos cuartos habitables y la cocina; pero hay 2 cuadras capaces de contener dentro de sí 150 caballerias, con la singular ventaja de introducirse en ellas, para abastecer las recuas una canal de abundante agua, que procede de las nieves de Guadarrama; á la dist. de 50 pasos hay un pequeño huerto, con riego perenne; y el ventero cultiva 15 obradas de tercera calidad; por las cuales y por el edificio paga de renta anual al propietario 2,700 rs. pobl.: 5 almas.
(Madoz, 1847, p. 190)

En la década de 1970 el último arco de su iglesia fue expoliado por Romero Lecea, nieto de Carlos de Lecea que se apoderó de gran parte del término municipal de Otero de Herreros usando testaferros durante las desamortizaciones, y llevado a su finca privada. Todavía hoy existen distintas ruinas y los paredones de su templo.

## Cultura

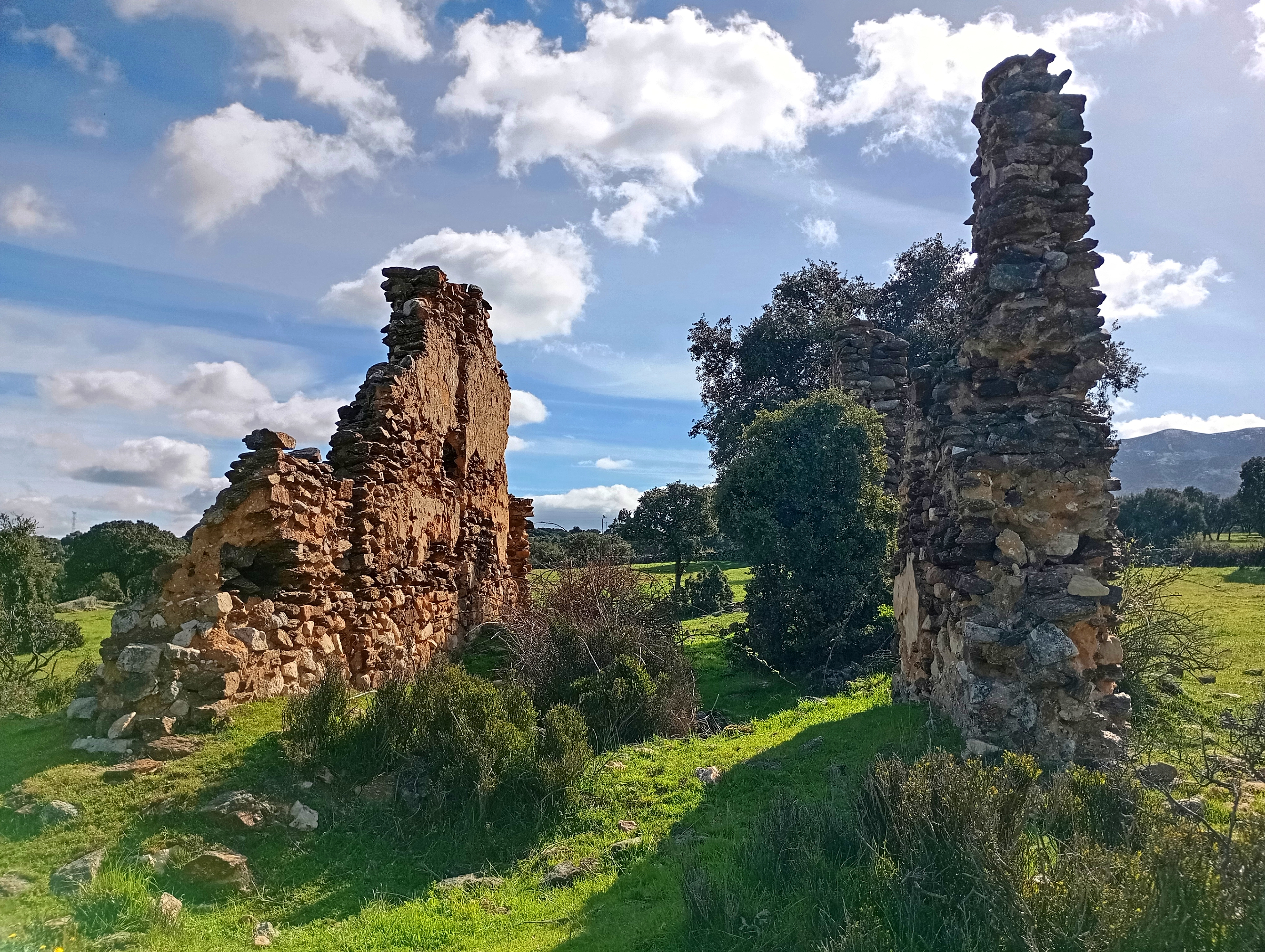
Ruinas de la Iglesia de San Pedro, antiguo templo parroquial románico del despoblado

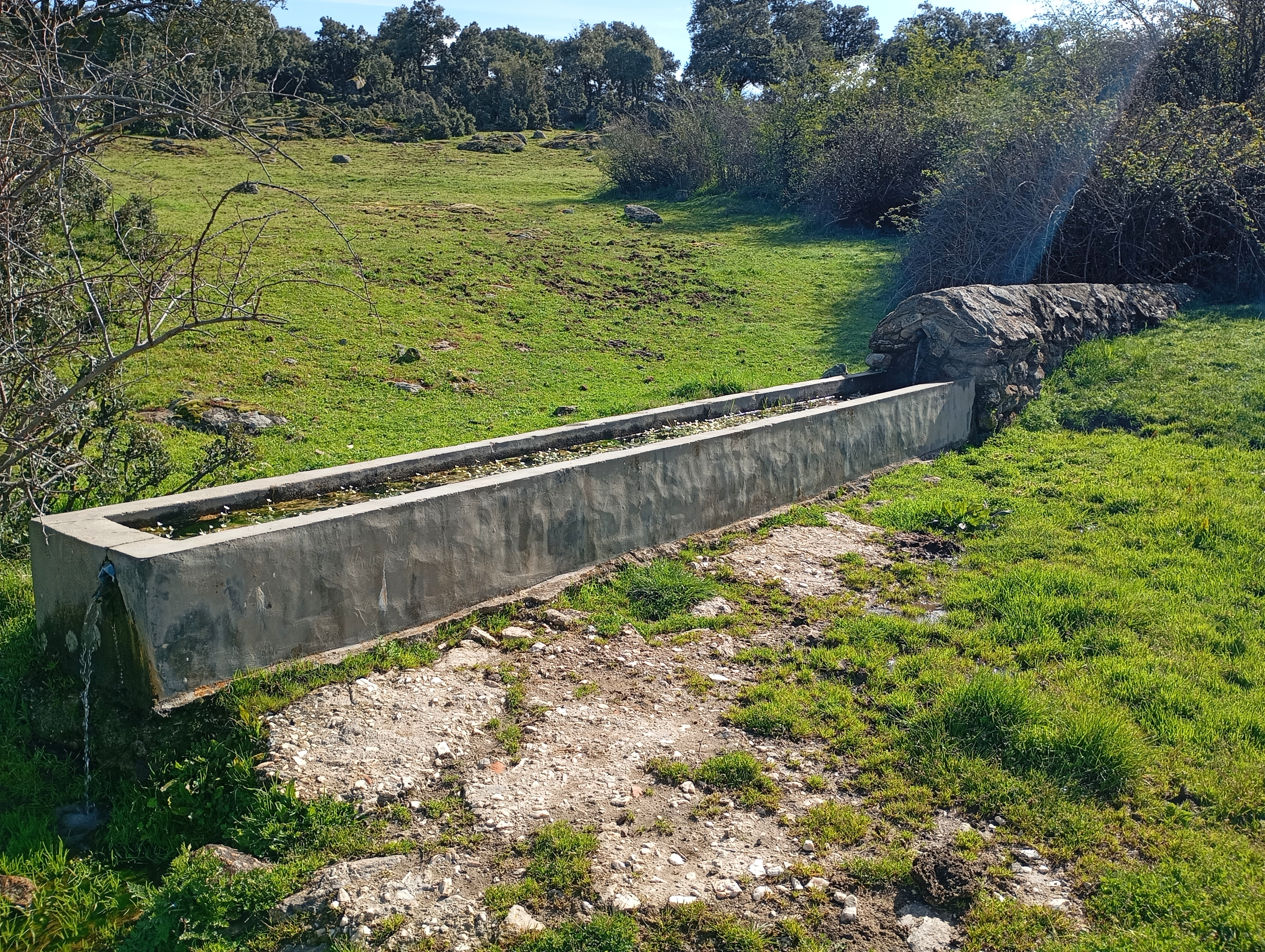
Fuente y pilón de Herreros

### Patrimonio
- Iglesia de San Pedro, edificio románico antiguamente parroquial y usado posteriormente como ermita, se encuentra en una avanzado estado de ruina en el que apenas se mantienen varios paredones.
- Cordel de la Campanilla, vía pecuaria de origen medieval.
- Fuente con un pilón anejo.